# Gerrit Jansen (burgemeester)

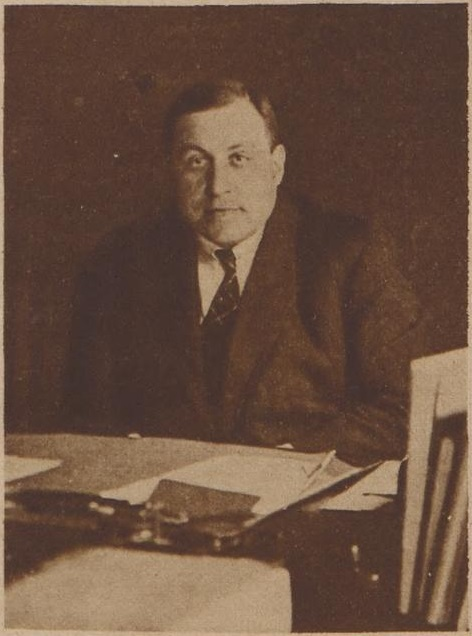
Gerrit Jansen

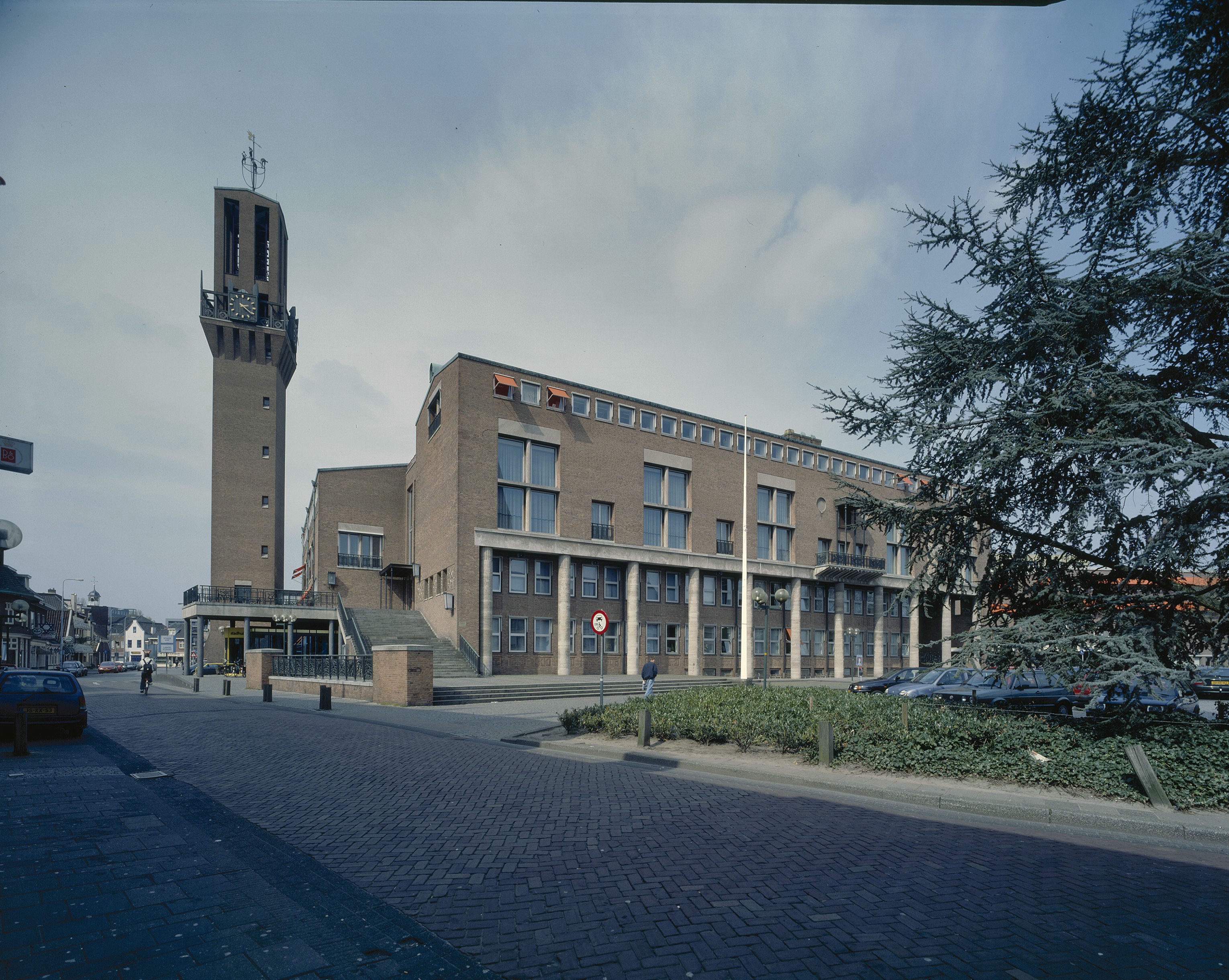
Het Burgemeester Jansenplein (rechts)

Gerrit Jansen (Amsterdam, 20 juni 1890 - Heemstede, augustus 1956) was een Nederlands bestuurder.
Na zijn studie rechten aan de Universiteit van Amsterdam was Jansen werkzaam als advocaat, ambtenaar en later directeur van het "Centraal Bureau van voorbereiding in ambtenarenzaken" van Den Haag. Op 9 september 1926 werd hij bevestigd als burgemeester van Hengelo. Jansen nam het over van de zieke burgemeester Tonckens, en had de taak ten tijde van de crisis Hengelo er goed doorheen te helpen. Dit lukte hem dusdanig goed dat hij zeer populair werd onder de bevolking. Bij het 50-jarig jubileum van de synagoge in Hengelo in november 1933 hield Jansen een toespraak waarin hij onder meer zei: "Elke discriminatie van het Joodsche volk wijst Nederland met beslistheid af. Cultureel en moreel zou het zich verarmd weten, zoo hier voet zou krijgen de gedachte, dat Joden burgers zijn van lageren rang. Het beschouwt het Jodendom niet als een aan ons nationaal leven vreemd element, niet als een gast, die wordt geduld, maar als organisch met ons volk verbonden, waarmede het een is in taal en met gemeenschappelijk doorleefde historie. Het dankt dat volk, omdat het ons schonk zoovele geleerden en kunstenaars, die zijn roem verspreidden, zoovele philantropen, wier milddadigheid velen tot zegen was, zoovele staatslieden en economen, die zijn naam luister bijzetten en vooral zooveel nijvere, brave, eenvoudige burgers, wier vlijt en spaarzaamheid tot versteviging en verhooging strekten van zijn welvaart.”
Per 14 mei 1937 werd Gerrit Jansen eervol ontslag verleend naar aanleiding van zijn benoeming tot secretaris van de Algemene Werkgeversvereniging. In november 1940 werd hij lid van het bestuur van de Rijksverzekeringsbank waarvan hij van 1953 tot juli 1955 voorzitter was.
Hij werd onderscheiden als ridder in de Orde van de Nederlandse Leeuw en officier in de Orde van Oranje Nassau.
Het grote plein en de daaraan verbonden straat voor het stadhuis van Hengelo zijn beide naar Gerrit Jansen vernoemd, respectievelijk het Burgemeester Jansenplein en de Burgemeester Jansenstraat. 